# Фейрплейнс (Північна Кароліна)
Фейрплейнс (англ. Fairplains) — переписна місцевість (CDP) в США, в окрузі Вілкс штату Північна Кароліна. Населення — 2029 осіб (2020).

## Географія
Фейрплейнс розташований за координатами 36°11′35″ пн. ш. 81°9′6″ зх. д. / 36.19306° пн. ш. 81.15167° зх. д. (36.192925, -81.151533).  За даними Бюро перепису населення США в 2010 році переписна місцевість мала площу 10,91 км², уся площа — суходіл.

## Демографія
Згідно з переписом 2010 року, у переписній місцевості мешкало 2120 осіб у 870 домогосподарствах у складі 553 родин. Густота населення становила 194 особи/км².  Було 1009 помешкань (92/км²).
Расовий склад населення:
| - 76,1 % — білих - 13,0 % — чорних або афроамериканців - 0,2 % — корінних американців - 0,2 % — азіатів - 7,7 % — осіб інших рас |

До двох чи більше рас належало 2,8 %. Частка іспаномовних становила 13,6 % від усіх жителів.
За віковим діапазоном населення розподілялося таким чином: 25,1 % — особи молодші 18 років, 57,5 % — особи у віці 18—64 років, 17,4 % — особи у віці 65 років та старші. Медіана віку мешканця становила 39,8 року. На 100 осіб жіночої статі у переписній місцевості припадало 94,9 чоловіків;  на 100 жінок у віці від 18 років та старших — 91,8 чоловіків також старших 18 років.
Середній дохід на одне домашнє господарство  становив 43 199 доларів США (медіана — 27 847), а середній дохід на одну сім'ю — 35 279 доларів (медіана — 33 448). Медіана доходів становила 22 255 доларів для чоловіків та 25 208 доларів для жінок. За межею бідності перебувало 26,3 % осіб, у тому числі 30,8 % дітей у віці до 18 років та 13,4 % осіб у віці 65 років та старших.
Цивільне працевлаштоване населення становило 831 особа. Основні галузі зайнятості: виробництво — 27,4 %, освіта, охорона здоров'я та соціальна допомога — 24,7 %, роздрібна торгівля — 19,1 %.